# Klaus Flouride

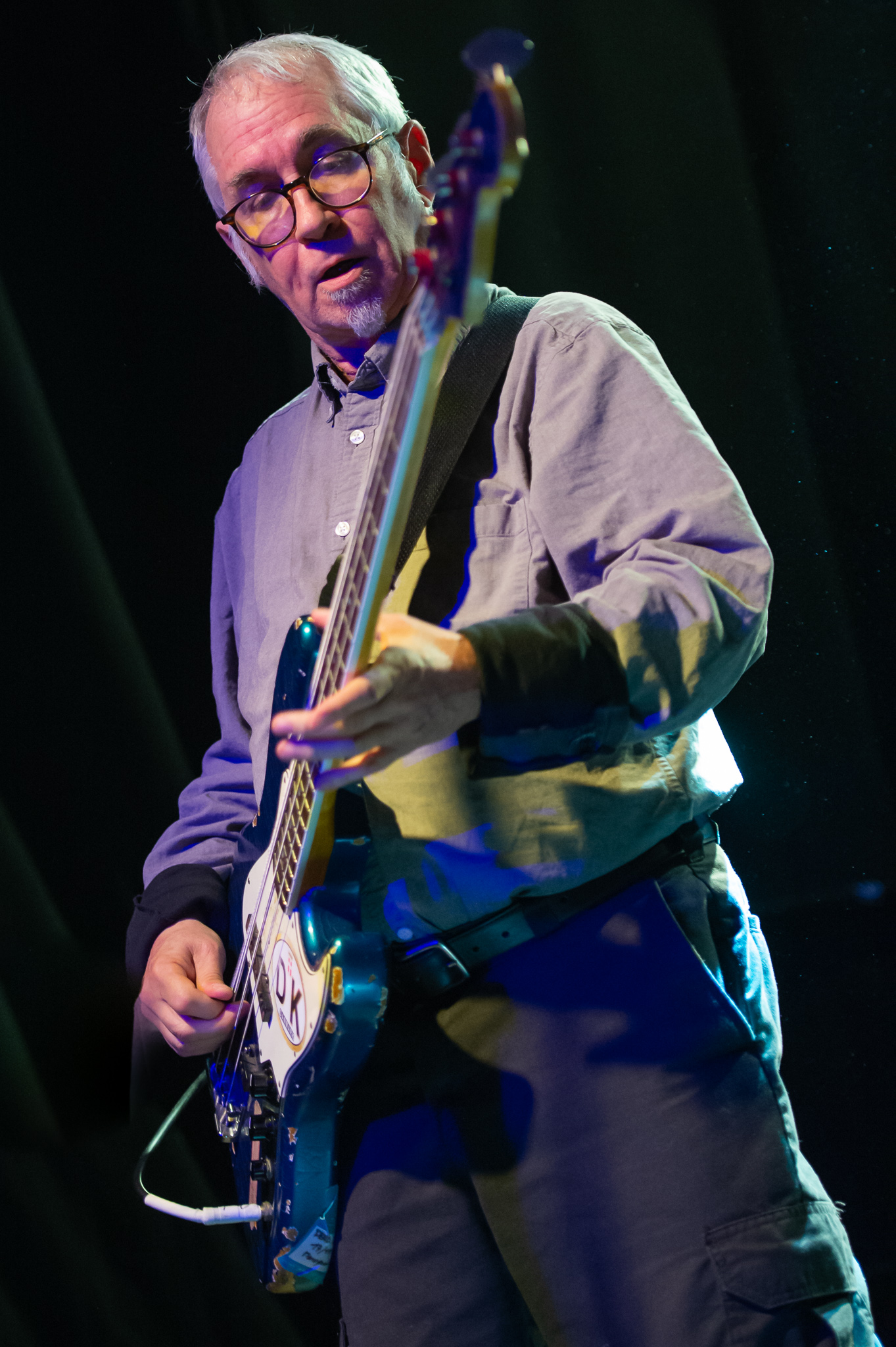
Klaus Flouride (2019)

Klaus Flouride (* 30. Mai 1949 in Detroit, Michigan; bürgerlich Geoffrey Lyall) wurde als Bassist der kalifornischen Politpunkband Dead Kennedys bekannt. Er ist außerdem als Solomusiker, Musikproduzent und Gitarrist in zahlreichen Bands tätig.

## Biografie
Lyalls musikalische Karriere startete in den späten 1960ern als Gitarrist. Er spielte in zahlreichen kleineren Bands in Detroit und Umgebung. Mit Billy Squier startete er das Projekt Magic Terry & the Universe und zog nach New York City und dann nach Boston. In dieser Zeit begann er auch als Singer–Songwriter tätig zu werden.
1977 verlegte Lyall seinen Lebensmittelpunkt nach San Francisco, wo er mit der Punkszene in Berührung kam. 
Lyall schloss sich im Juni 1978 den Dead Kennedys an und gab sich das Pseudonym Klaus Flouride. Er spielte dort Bass bis zur Auflösung 1986. Er war an allen Alben der Band beteiligt und schrieb das Lied Dog Bite. Nach der Plastic Surgery Disasters veröffentlichte er seine erste Solosingle Shortnin’ Bread (B-Seite: The Drowning Cowboy) und das Album Cha Cha Cha with Mr. Flouride. Er schloss sich außerdem The Nimrods an. Gleichzeitig war er Produzent, unter anderem für The Dicks und Angst.
Nach dem Ende der Dead Kennedys arbeitete er weiter als Produzent und Studiomusiker und wirkte bei zahlreichen Bands mit. Außerdem ist er an der Dead-Kennedys-Reunion ohne Jello Biafra beteiligt.

## Diskografie

### Mit den Dead Kennedys
- siehe Diskografie der Dead Kennedys

### Solo
- Shortnin' Bread / Drowning Cowboy (1981, Single)
- Cha-Cha-Cha with Mr. Flouride (1985)
- Because I Say So (1989)
- The Light Is Flickering (1991)

### Sonstige Veröffentlichungen
- Duckmandu: Fresh Duck for Rotting Accordionists (2005)

### Als Produzent
- MDC: Millions of Dead Cops (1982)
- Tragic Mulatto: The Suspect / No Juice (Single, 1983)
- Tragic Mulatto: Judo for the Blind (1984)
- The Dicks: These People (1985)
- Flipper: Flipper Live (DVD, 2008)